# Màu lông gà

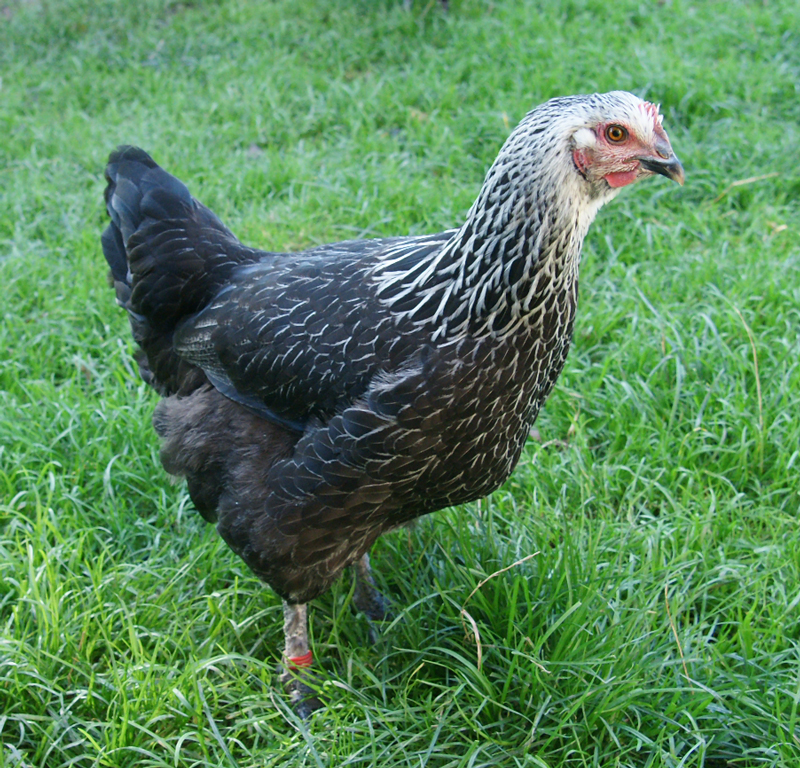
Một con gà xám bạc

Màu lông gà là các màu sắc của lông biểu hiện ra bên ngoài của các giống gà. Các giống gà có màu lông rất đa dạng và được chọn lọc bởi người chăn nuôi, đặc biệt là nhóm gà kiểng. Hiện nay, các giống gà công nghiệp, nhất là gà thịt thường có hai dòng gà lông trắng và gà lông màu.
Dưới đây liệt kê một số biến thể của lông gà:

## Màu lông

### Màu trội

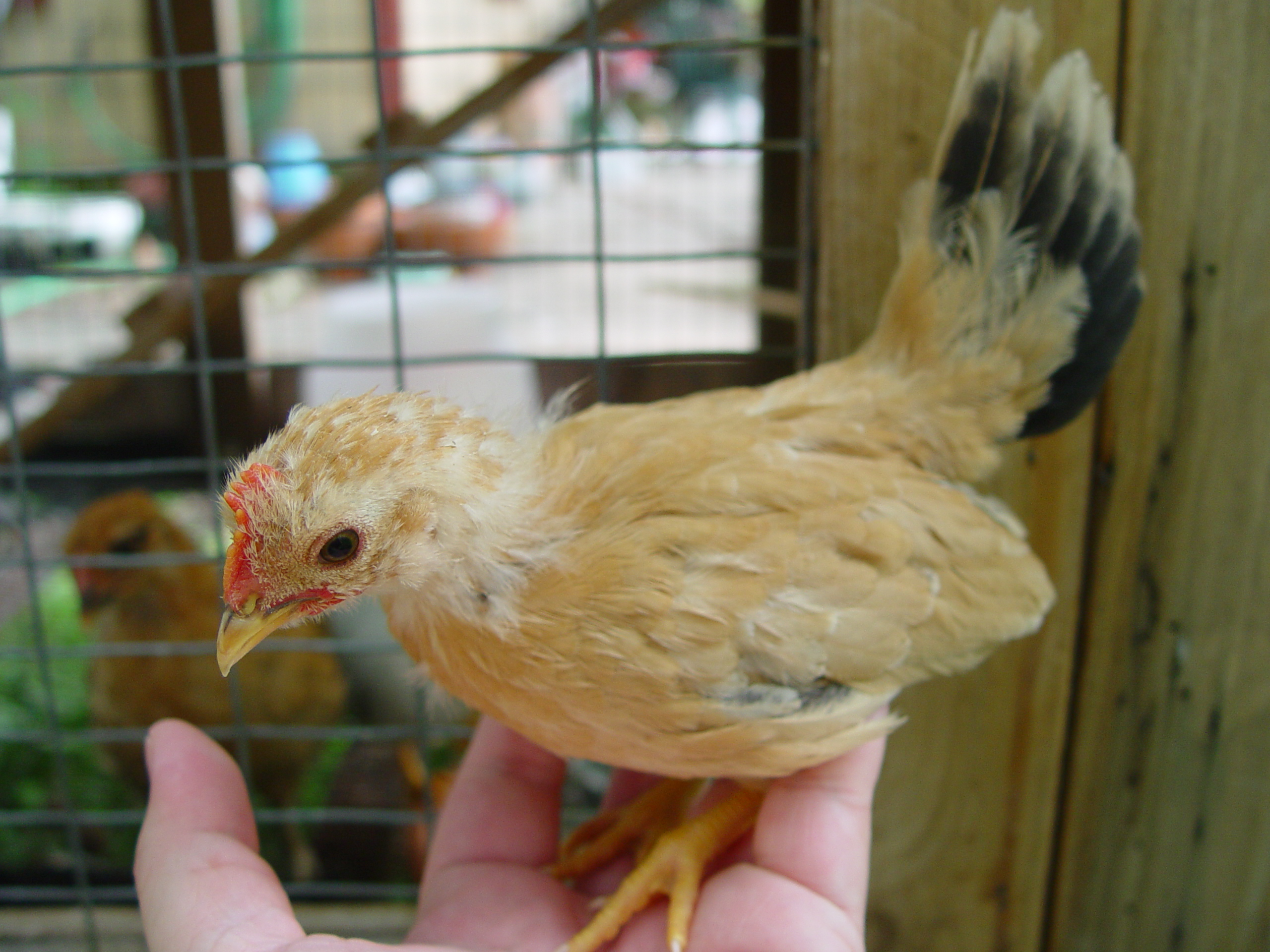
Da bò đuôi đen

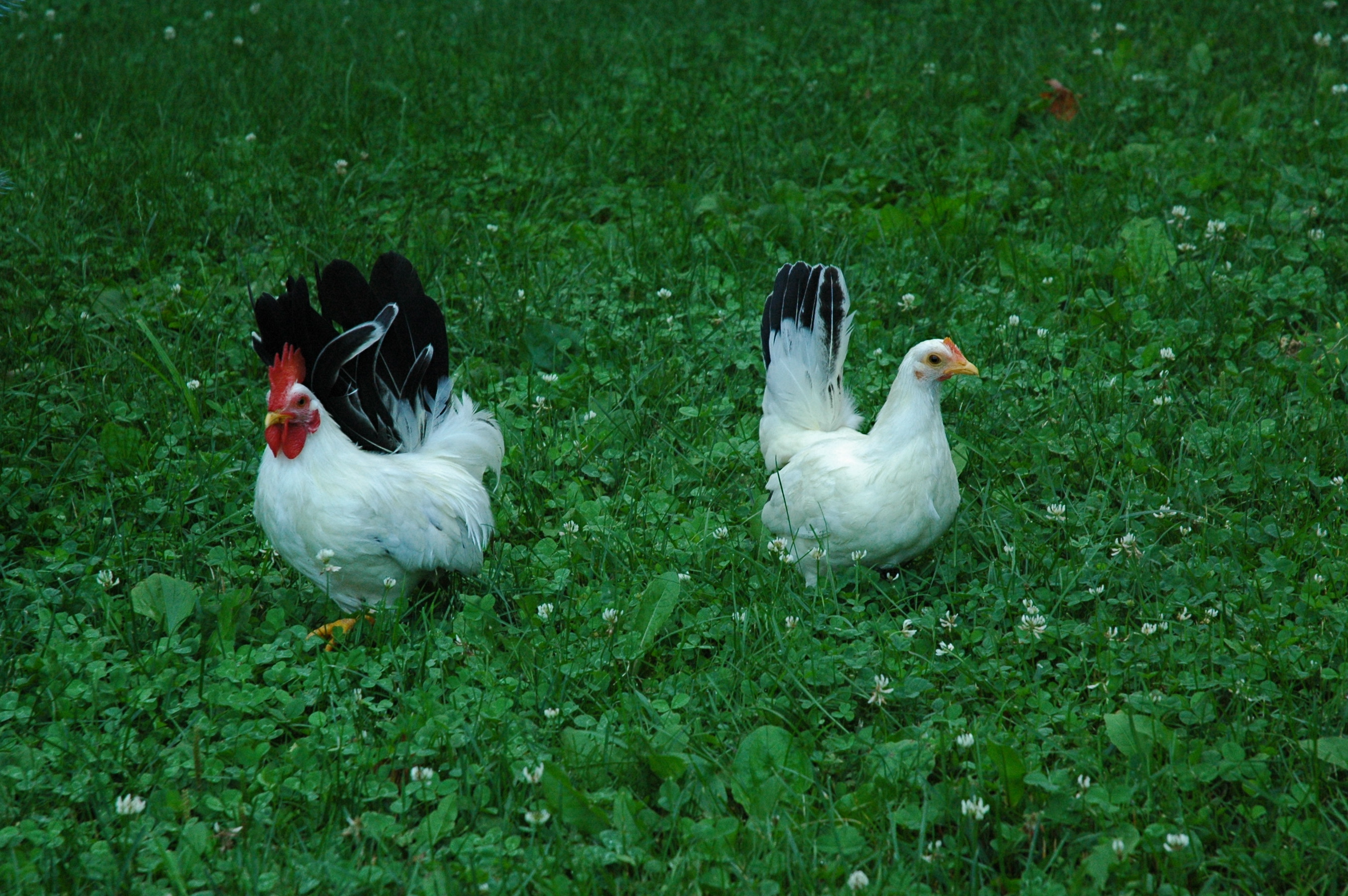
Nhạn đuôi đen

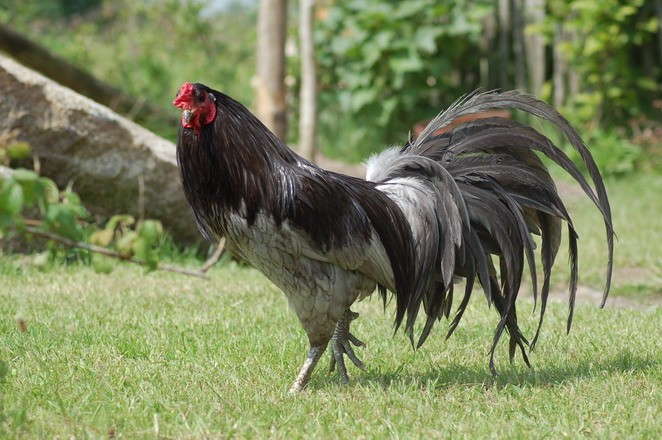
Xám tro

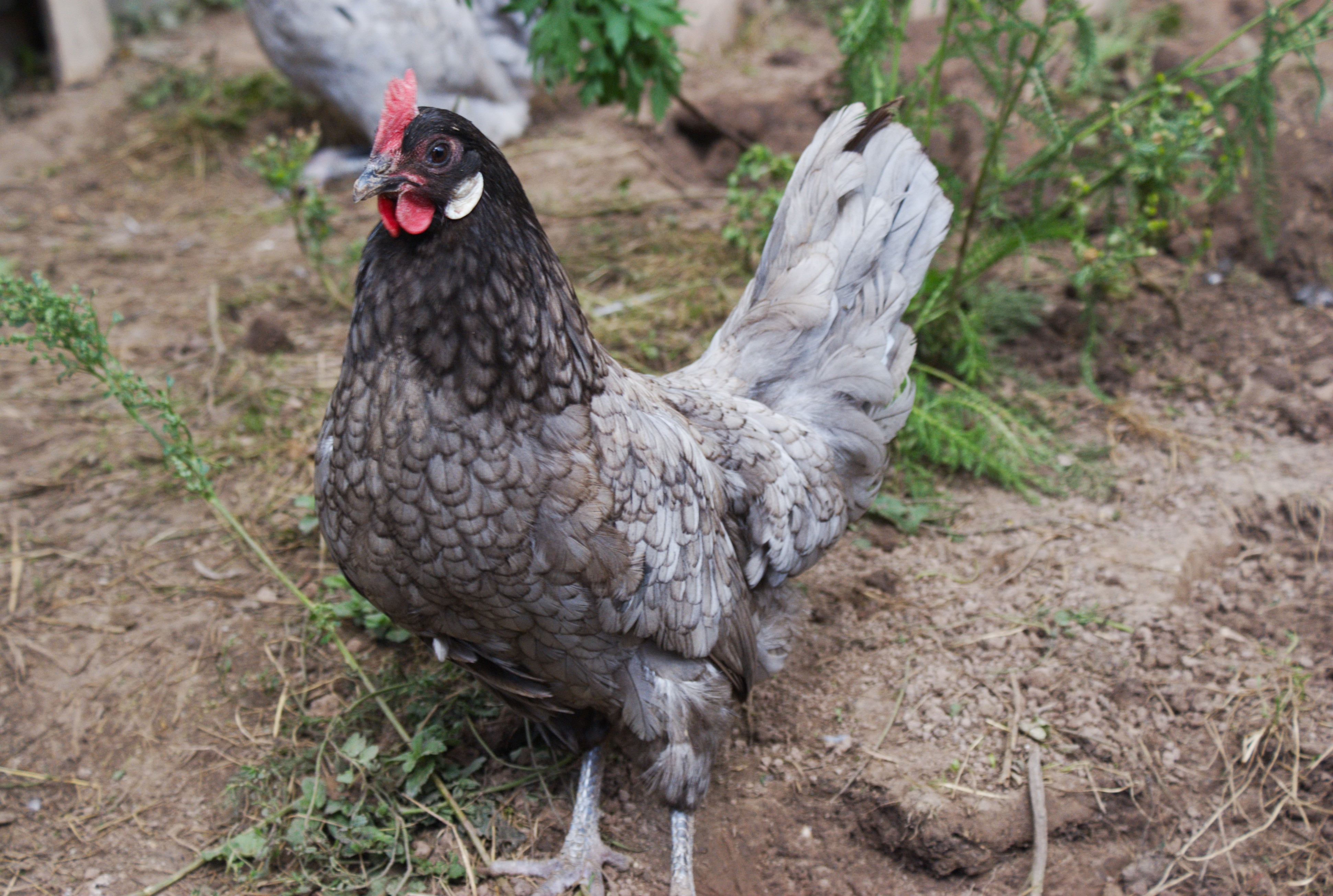
Xám

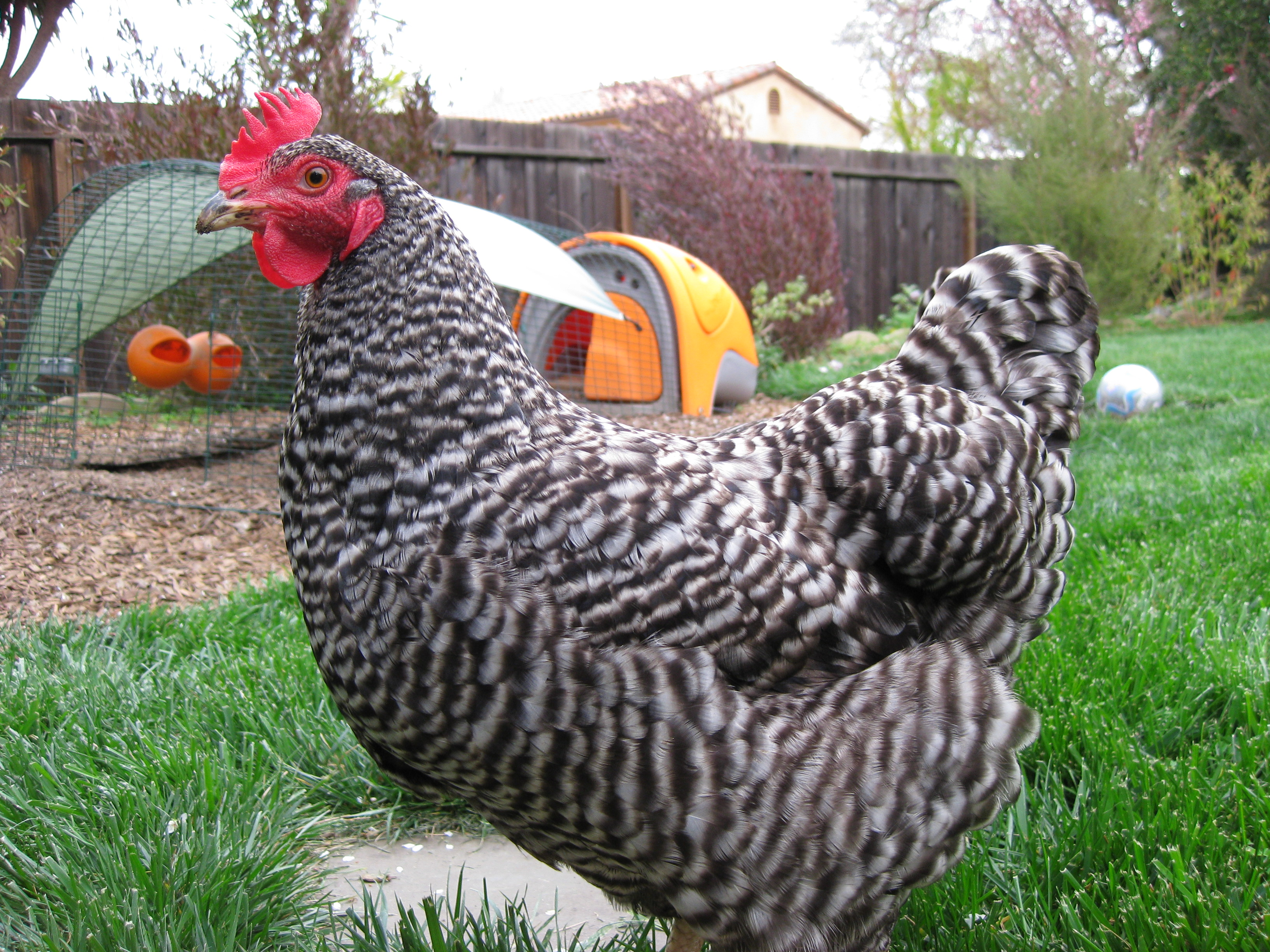
Lông cú

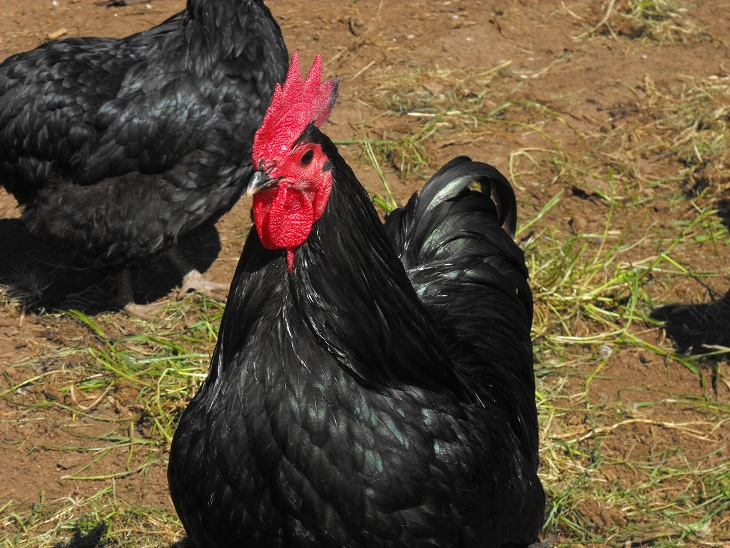
Lông đen (ô)

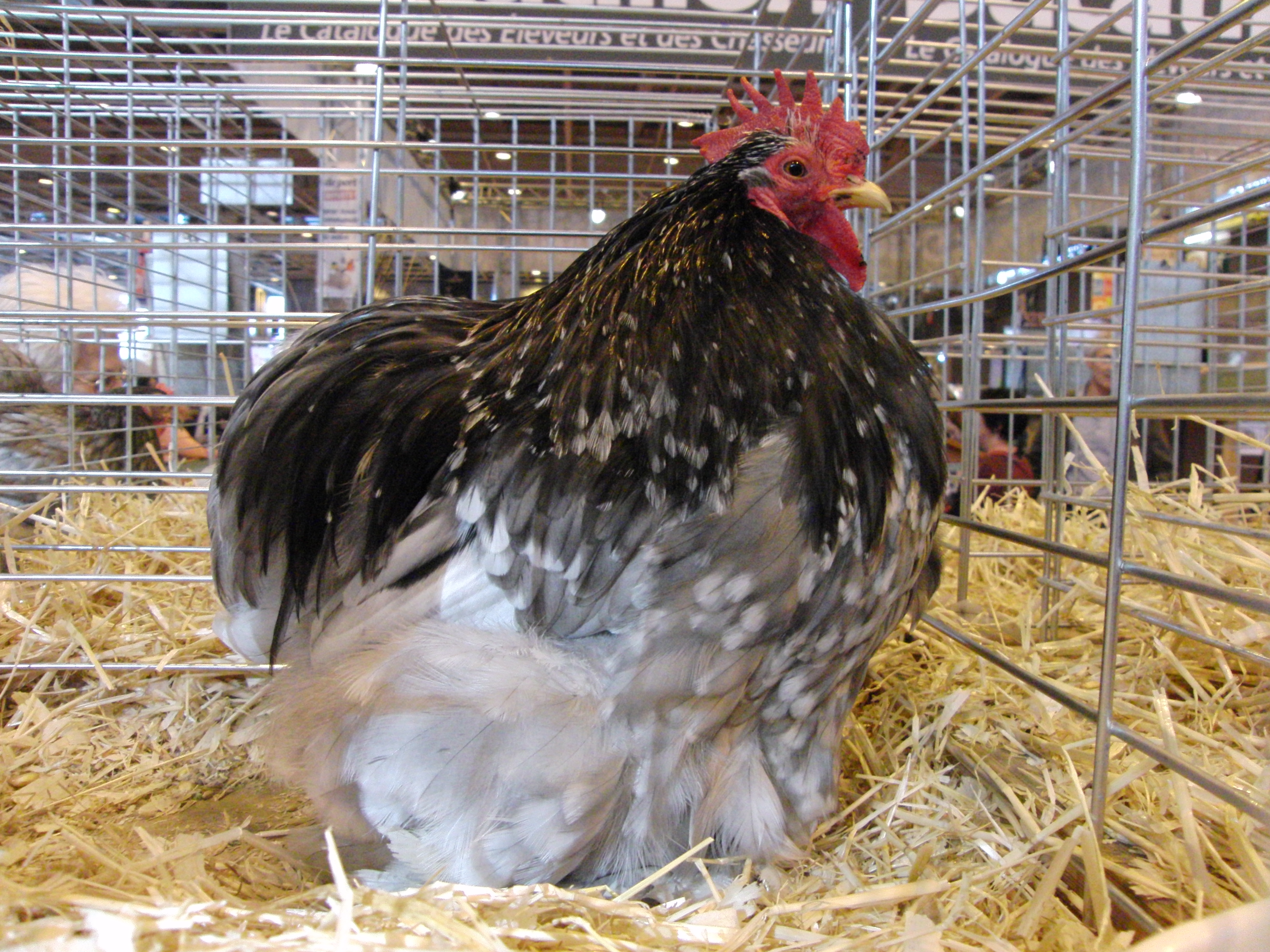
Tro bông

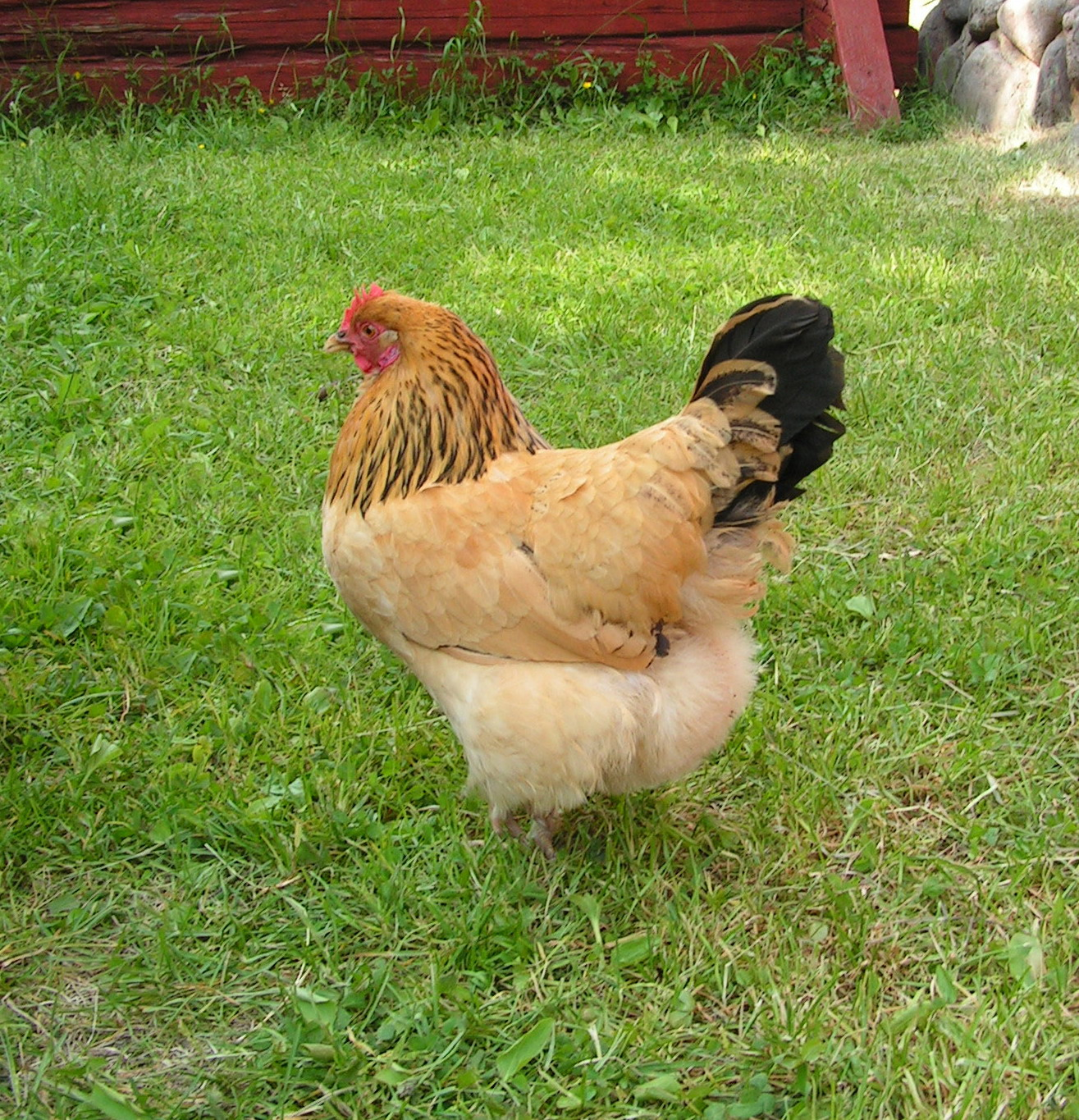
Da bò

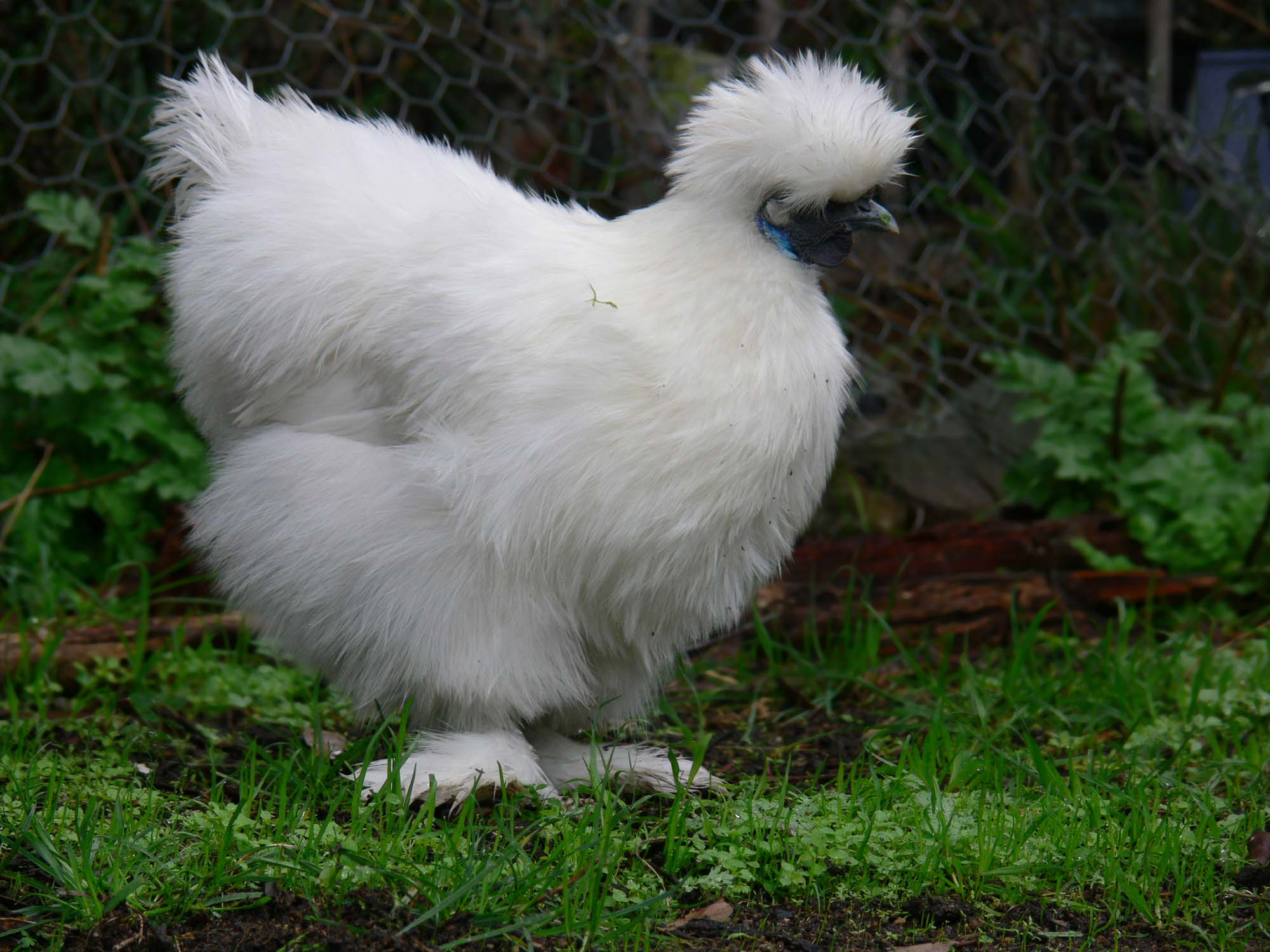
Nhạn, xù

- Chuối (silver duckwing): Toàn thân hoặc ít ra lông mã và lông cổ nổi bật, pha nhiều màu trắng dợt, xanh nhạt như màu lá chuối. Ở một số địa phương thì gà chuối là gà có bộ lông màu trắng vàng (gần như màu mỡ gà) chiếm ưu thế, có thể trên đó còn có một số màu sắc khác nhưng màu mỡ gà kia vẫn chiếm số đông. Gà chuối thường lanh lẹ nhưng không bền bỉ. Gà chuối có sắc lông ô tuyền, mã và cổ lông chuối.
- Da bò (buff) hay Khét sữa (buff): tông màu nâu nhạt như da bò, có nơi còn phân thành đuôi thường và đuôi đen (black tail). Các giống gà New Hampshire và gà Orpington buff tạo ra gà con màu da bò (buff). Gà trống con có những vạch trắng đứt quãng ở phía trên khớp vai, gà mái con thường có những đốm đen hay nâu trên đầu, hay thậm chí những sọc màu nâu mờ trên lưng, cùng với giống gà Buckeye dù chúng có nhiều lông tơ hơn. Trong một số trường hợp, gà trống màu da bò và gà mái có thể được nhận biết bằng một đốm đen trên đỉnh đầu và có thể có một vài sọc đen và nâu trên lưng.
- Nhạn (white): màu lông trắng nhạt, lông hơi vàng. Gà trống vàng bao gồm gà đảo Rhode đỏ, gà Orpington (Buff), gà New Hampshire lai với gà mái trắng Rhode Island nhạn, gà Plymouth Rock nhạn, gà Delaware, gà Sussex, gà Wyandotte nhạn. Gà trống con từ những bầy lai này sẽ có màu phớt trắng, xám hay nâu nhạt. Gà mái con sẽ có màu nâu hanh đỏ hay da bò. Khi lai xa các biến thể hay giống gà với nhau, gà con có thể được xác định giới tính nhờ màu lông. Kiểu lai xa truyền thống là giữa màu vàng (gold) với màu trắng (silver) theo di truyền về màu sắc, gien vàng tạo ra màu điều và gien trắng tạo ra màu nhạn. Lai gà Campine trống vàng với gà Campine mái nhạn để tạo ra gà con có thể nhận biết giới tính ở vài ngày tuổi dựa vào màu sắc.
- Ô (black): lông đen tuyền và hơi có màu ánh kim. Màu ánh kim chuyển sang tông tím. Ở một số cá thể, hắc sắc tố phát triển mạnh khiến vùng mặt (bao gồm mồng, tích, tai và mắt) nhiễm đen. Mắt cam ở ô mặt đen là lỗi. Khi gà trống không phải màu cú (non-barred), chẳng hạn màu đen, hay thậm chí một con gà Ancona hay Rhode Island Red thì gà con sẽ có màu ô hay nâu sẫm với một ít tông trắng trên lông tơ nhưng gà trống con sẽ có một đốm trắng trên đỉnh đầu.
- Điều (black breasted red): Ở bầy gà xuất phát từ lai xa liên kết giới tính (sexlink crossbreed) chúng ta thường có thể phân biệt gà trống với gà mái. Ở liên kết giới tính màu đen, gà mái màu đen và gà trống có một đốm trắng trên đỉnh đầu. Ở liên kết giới tính màu điều (chẳng hạn gà Golden Comet, gà ISA nâu khét, Cinnamon Queen...) gà trống con thường màu trắng và gà mái thường màu điều hay da bò.
- Ó (cuckoo): Là một biến thể của màu ó nữa là ó khét với hoa văn trên nền khét nhạt ở lông cổ và lông mã. các dòng cú (barred) hay cúc cu (cukcoo), để phân biệt giới tính dựa vào màu lông đó là gà trống có đầu nhạt màu, đôi khi với một đốm trắng hay vàng, và gà mái màu sẫm hơn, thường có một đốm hay các sọc đen hoặc nâu trên đỉnh đầu hay những sọc sẫm trên lưng.
- Xám tro hay xám (blue): Sử dụng gà trống màu hoang hay màu điều, chẳng hạn gà Lơ-go khét, gà Cornish đậm, hay Old English Game điều lai với gà mái lông trắng sẽ cho ra gà trống con màu nhạt hơn, ngả xám đặc biệt ở sọc lưng, và gà mái con có sọc và vệt nâu.
- Khét hay điều nâu (brown red): tương tự như màu điều nhưng lông ngực màu nâu (thay vì đen). Người nuôi gà với các màu lông hoang dã (điều, khét và chuối) có khả năng phân biệt gà trống con với gà mái con nhờ lông tơ.

### Biến thể
- Bông (mottled) là biến thể bông rất đa dạng, bông càng gần đốm tròn càng tốt, bông biến thành viền hay vạch
- Bông tam sắc (tricolor mottled): bông trắng và đen trên nền điều
- Ô bông (mottled black)
- Tro bông (mottled blue)
- Khét bông (mottled buff)
- Nhạn bông (mottled white)
- Mái vàng (wheaten)
- Vàng xám (Lemon Blue)
- Chuối xám (birchen/gray)
- Nhạn đuôi đen hay chuối tuyết (white black tail): đuôi ít đen hay cổ dính đen.
- Xù (frizzle)/Mịn (silkie, gà ác)
- Điều xám (Blue Red)
- Xám mã đồng (Blue Brassy Back)
- Đen mã đồng (Brassy Back)
- Bướm (Red Pyle)
- Tóe (Splash)